# Джабраилов, Абдулпаша Апасович
Абдулпаша́ Апа́сович Джабраи́лов (род. 24 ноября 2004, Махачкала) — российский футболист, полузащитник махачкалинского «Динамо».

## Биография
Родился в Махачкале.
Воспитанник академии «Анжи». В 2020 году перешёл в махачкалинский филиал академии московского «Динамо». 
В начале 2022 года присоединился к молодёжной команде махачкалинского «Динамо».
23 июля 2023 года в матче Второй лиги (дивизион «Б») против «Победы» дебютировал в профессиональном футболе за «Динамо-2».
15 апреля 2024 года в матче против «Нефтехимика» дебютировал в Первой лиге. В сезоне 2023/24 с клубом стал серебряным призёром первенства и вышел в РПЛ.
16 августа 2024 года на правах аренды пополнил состав клуба «Машук-КМВ». 14 февраля 2025 года был отозван из аренды.
8 марта 2025 года сыграл дебютный матч в чемпионате России против московского «Динамо».

### Семья
- Джабраилов, Ахмед Апасович — младший брат, футболист.

## Статистика выступлений
| Выступление            | Выступление       | Выступление      | Лига | Лига | Кубки | Кубки | Итого | Итого |
| Клуб                   | Лига              | Сезон            | Игры | Голы | Игры  | Голы  | Игры  | Голы  |
| ---------------------- | ----------------- | ---------------- | ---- | ---- | ----- | ----- | ----- | ----- |
| Динамо (Махачкала)     | Первая лига       | 2023/24          | 3    | 0    | 1     | 0     | 4     | 0     |
| Динамо (Махачкала)     | РПЛ               | 2024/25          | 10   | 0    | 2     | 0     | 12    | 0     |
| Динамо (Махачкала)     | РПЛ               | 2025/26          | 5    | 0    | 2     | 0     | 7     | 0     |
| Динамо (Махачкала)     | Итого             | Итого            | 18   | 0    | 5     | 0     | 23    | 0     |
| → Динамо-2 (Махачкала) | Вторая лига («Б») | 2023             | 16   | 2    | —     | —     | 16    | 2     |
| → Динамо-2 (Махачкала) | Вторая лига («Б») | 2024             | 5    | 0    | —     | —     | 5     | 0     |
| → Динамо-2 (Махачкала) | Итого             | Итого            | 21   | 2    | —     | —     | 21    | 2     |
| → Машук-КМВ            | Вторая лига («А») | 2024/25          | 14   | 0    | 3     | 0     | 17    | 0     |
| → Машук-КМВ            | Итого             | Итого            | 14   | 0    | 3     | 0     | 17    | 0     |
| Всего за карьеру       | Всего за карьеру  | Всего за карьеру | 53   | 2    | 8     | 0     | 61    | 2     |

## Достижения
«Динамо» (Махачкала)
- Серебряный призёр Первой лиги: 2023/24